# Acaster Malbis
Acaster Malbis är en ort och civil parish i Storbritannien.   Den ligger i kommunen City of York och riksdelen England, i den centrala delen av landet, 270 km norr om huvudstaden London. Acaster Malbis ligger 11 meter över havet och antalet invånare är 669.
Terrängen runt Acaster Malbis är mycket platt. Runt Acaster Malbis är det ganska tätbefolkat, med 120 invånare per kvadratkilometer. Närmaste större samhälle är York, 6,5 km norr om Acaster Malbis. Trakten runt Acaster Malbis består till största delen av jordbruksmark.